# Little Anthony and The Imperials
Little Anthony & The Imperials è un gruppo musicale vocale statunitense di genere rhythm and blues/soul/doo-wop, originario di Long Island (New York) ed attivo dagli anni cinquanta. Il cantante  Jerome Anthony Gourdine, detto "Little Anthony", è divenuto famoso per il suo falsetto ispirato a quello di Jimmy Scott.
Fa parte dal 1999 della Vocal Group Hall of Fame, dal 2006 della Long Island Music Hall of Fame e dal 4 aprile 2009 della Rock and Roll Hall of Fame.

## Carriera
La band è stata fondata nel 1957 sulla base di una formazione doo-wop già esistente composta da quattro elementi e chiamata The Chesters. Di tale gruppo facevano parte Clarence Collins, Tracy Lord, Nathaniel Rodgers e Ronald Ross. Il cantante Anthony Gourdine, già componente dei Duponts, si unì al gruppo come voce guida mentre Ernest Wright subentrò a Ross.
Il gruppo iniziò così a registrare dischi  per la casa discografica Apollo Records. Nel 1958, cambiato il nome in The Imperials, fu scritturato dalla End Records, specializzata nel repertorio r&b e doo-wop. Il loro primo singolo conteneva il brano Tears on My Pillow (che verrà anni dopo inserito nella colonna sonora di Grease), che diventò subito campione di incassi. Anche il lato B, Two Kinds of People, si rivelò un hit di valore. Venne poi, nel 1960, il brano Shimmy, Shimmy, Ko Ko Bop.
L'anno seguente, quando il successo cominciava a declinare, Little Anthony lasciò il complesso per tentare la carriera solista. Anche altri membri lasciarono e la line-up fu ristrutturata con Collins, Wright, Sammy Strain e George Kerr, che fu poi rimpiazzato da Kenny Seymour dopo breve tempo. Con questa formazione il gruppo ebbe minore successo rispetto al periodo d'oro 1958-1961, anche se ha continuato negli anni ad esibirsi in concerto.

## Discografia

### Singoli
- Tears On My Pillow / Two People In the World. End 1027 (luglio 1958) - POP #4, R&B #2 (le stampe originali indicano "The Imperials", successivamente cambiato in "Little Anthony and The Imperials")
- So Much / Oh Yeah. End 1036 (dicembre 1958) - POP #87, R&B #2
- Wishful Thinking / When You Wish Upon A Star. End 1039 (marzo 1959) - POP numero 79
- A Prayer And A Juke Box / River Path. End 1047 (giugno 1959) - POP #81
- Shimmy, Shimmy, Ko-Ko-Bop / I'm Still In Love With You. End 1060 (novembre 1959) - POP numero 24, R&B numero 14
- My Empty Room / Bayou, Bayou, Baby. End 1067 (aprile 1960) - POP #86
- Please Say You Want Me / So Near Yet So Far. End 1086 (febbraio 1961) - POP numero 104
- I'm On The Outside (Looking In) / Please Go. DCP 1104 (agosto 1964) - POP #15, R&B #8 - redistribuito nel 1966 su Veep 1240
- Goin' Out Of My Head / Make It Easy On Yourself. DCP 1119 (ottobre 1964) - POP numero 6, R&B numero 6 - redistribuito nel 1966 su Veep 1241
- Hurt So Bad / Reputation. DCP 1128 (gennaio 1965) - POP #10, R&B #3 - redistribuito nel 1966 su Veep 1242
- Take Me Back / Our Song. DCP 1136 (giugno 1965) - POP numero 16, R&B numero 15 - redistribuito nel 1966 su Veep 1243
- I Miss You So / Get Out Of My Life. DCP 1149 (settembre 1965) - POP #34, R&B #23 - redistribuito nel 1966 su Veep 1244
- Hurt / Never Again. DCP 1154 (dicembre 1965) - POP numero 51 - redistribuito nel 1966 su Veep 1245
- Better Use Your Head / The Wonder Of It All. Veep 1228 (aprile 1966) - POP #54; UK #42
- You Better Take It Easy Baby / Gonna Fix You Good (Every Time You're Bad). Veep 1233 (agosto 1966) - POP numero 125
- It's Not The Same / Down On Love, a/ANTHONY & The IMPERIALS. Veep 1248 (ottobre 1966) - POP #92
- Don't Tie Me Down / Where There's A Will There's A Way To Forget You, a/ANTHONY & The IMPERIALS. Veep 1255 (febbraio 1967) - POP numero 123
- I'm Hypnotized / Hungry Heart, a/ANTHONY & The IMPERIALS. Veep 1278 (febbraio 1968) - POP #98
- Out Of Sight, Out Of Mind / Summers's Comin'In. United Artists 50552 (luglio 1969) - POP numero 52, R&B numero 38
- The Ten Commandments Of Love / Let The Sunshine In. United Artists 50598 (ottobre 1969) - POP #82
- Don't Get Close / It'll Never Be The Same Again. United Artists 50625 (gennaio 1970) - POP numero 116
- World Of Darkness / The Change. United Artists 50677 (giugno 1970) - POP #121
- Help Me Find A Way (To Say I Love You) / If I Love You. United Artists 50720 (novembre 1970) - POP numero 92, R&B numero 32
- I'm Falling In Love With You / What Good Am I Without You. Avco 4635 (aprile 1974) - POP #86, R&B #25
- Hold On (Just A Little Bit Longer) / I've Got To Let You Go (Part 1), a/ANTHONY & The IMPERIALS. Avco 4651 (marzo 1975) - POP numero 106, R&B numero 79
- Who's Gonna Love Me / Better Take Time To Love, a/The IMPERIALS. Omni 5501 (maggio 1978) - R&B numero 73

### Album
- We Are The Imperials, featuring Little Anthony—End LP 303 (1959)
- Shades of the 40's—End LP 311 (1960)

I due album sopra sono stati distribuiti solo in versione mono
- I'm On The Outside Looking In—DCP DCL-3801 (Mono)/DCS-6801 (Stereo) (1964) -- Pop numero 135

Redistribuito nel 1966 su Veep VP 13510 (Mono)/VPS 16510 (Stereo)
- Goin' Out Of My Head—DCP DCL-3808/DCS-6808 (1965) -- Pop numero 74

Redistribuito nel 1966 su Veep VP 13511/VPS 16511
- The Best Of Little Anthony & The Imperials—DCP DCL-3809/DCS-6809 (1965) -- Pop numero 97

Redistribuito nel 1966 su Veep VP 13512/VPS 16512
- Payin' Our Dues—Veep VP 13513/VPS 16513 (1966)
- Reflections—Veep VP 13514/VPS 16514 (1967)
- Movie Grabbers—Veep VP 13516/VPS 16516 (1967)
- The Best of Anthony & The Imperials, Volume 2—Veep VPS 16519 (1968)

I quattro album sopra indicano "Anthony & The Imperials"
- Out of Sight, Out of Mind—United Artists UAS 6720 (1969) -- Pop numero 172
- On a New Street—Avco AV-11012 (1973)